# Bruce McFee
Bruce McFee (* 18. Mai 1961 in Johnstone; † 9. September 2021 in Paisley) war ein schottischer Politiker und Mitglied der Scottish National Party (SNP).

## Politischer Werdegang
In den 1990er Jahren wurde McFee für die SNP in den Stadtrat von Glasgow gewählt. Hierbei führte er eine Zeit lang die Fraktion der SNP und erreichte bei den Stadtratswahlen 1999 mit 71,1 % in seinem Wahlbezirk den höchsten Stimmenanteil aller 40 Glasgower Stadträte. Bei den Schottischen Parlamentswahlen 2003 trat McFee erstmals zu Wahlen auf nationaler Ebene an. Er kandidierte im Wahlkreis West Renfrewshire, um dessen Direktmandat sich sein Parteikollege Colin Campbell bei den vorangegangenen Schottischen Parlamentswahlen 1999 vergeblich beworben hatte. McFee verpasste mit einem Stimmenanteil von 25,4 % deutlich das Direktmandat hinter der Labour-Kandidatin Patricia Godman. Da McFee jedoch auch auf der Regionalwahlliste der SNP für die Wahlregion West of Scotland auf dem zweiten Rang gesetzt war, erhielt er infolge des Wahlergebnisses eines von drei Listenmandaten für die SNP in dieser Wahlregion und zog erstmals in das Schottische Parlament ein. Zu den Schottischen Parlamentswahlen 2007 trat McFee nicht mehr an und schied zum Ende der Legislaturperiode aus dem Parlament aus.